# Struttura interna della Terra

Struttura interna della Terra e strati dell'atmosfera terrestre

La Terra non ha una struttura omogenea: la densità della crosta terrestre è di circa 2,7-2,8 g/cm3 e quella media del pianeta è di 5,52 g/cm3: dunque l'interno della Terra deve avere una densità ben maggiore dell'involucro esterno.
La struttura interna della Terra, simile ad altri pianeti terrestri, ha una disposizione a strati che possono essere definiti sia da proprietà chimiche, sia reologiche. La Terra ha una crosta esterna solida di silicati, un mantello estremamente viscoso, un nucleo esterno liquido che è molto meno viscoso del mantello, e un nucleo solido. La comprensione scientifica della struttura interna della Terra è basata sulle estrapolazioni di evidenza fisica scaturita dai primi pochi chilometri della superficie terrestre, dai campioni portati alla superficie dalle più remote profondità tramite l'attività vulcanica e dalle analisi delle onde sismiche che l'hanno attraversata.

## Preliminari
La forza esercitata dalla gravità della Terra può essere usata per calcolare la sua massa e stimare il volume del pianeta, oltre a poter calcolare la sua densità media. L'astronomia può calcolare anche la massa della Terra in base alla sua orbita e agli effetti prodotti sui vicini corpi planetari. L'osservazione di rocce, masse d'acqua e atmosfera permette di fare una stima della sua massa, volume e densità delle rocce a una certa profondità. La massa rimanente deve trovarsi negli strati più profondi.

### Rapporto profondità-pressione-temperatura
Con l'aumentare della profondità aumenta la temperatura, mediamente, in una litosfera continentale stabile e a partire dalla superficie, la temperatura aumenta di 3 °C ogni 100 metri; questo aumento rimane costante più o meno fino all'isoterma 1300 °C, a profondità maggiori, nel mantello convettivo, la temperatura rimane quasi costante risentendo solo dell'aumento adiabatico (correlato all'aumento di pressione). Dal limite nucleo - mantello (segnato dalla discontinuità di Gutenberg) in giù la temperatura ricomincia ad aumentare fino a raggiungere i circa 6000 °C nel centro del pianeta, ma gli elementi sono allo stato solido a causa della pressione.
Anche la pressione aumenta con la profondità, anche se l'andamento non è ancora bene conosciuto ed è, comunque, variabile da luogo a luogo: proprio questo gradiente pressorio tende a opporsi al passaggio di stato (da solido a liquido, da liquido a gassoso) indotto dall'aumento di temperatura.

### Modalità di osservazione delle zone interne alla Terra
Non potendo osservare direttamente la struttura dei livelli interni del pianeta (le maggiori profondità raggiunte con miniere, gallerie, perforazioni o carotaggi non superano i 12 km - risultato raggiunto nel 1970 grazie al Pozzo superprofondo di Kola, le conoscenze a questo riguardo si basano soprattutto su misurazioni indirette.

## Gli altri strati della Terra

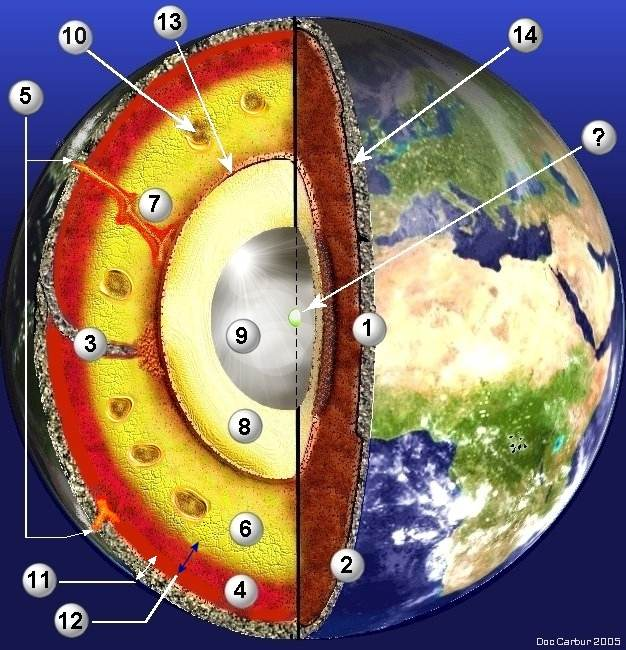
La struttura della Terra

Partendo dal nucleo centrale che ha un raggio di 1216 km, si trova il nucleo esterno fino a 2270 km, una zona convettiva dove lo spostamento di materia avviene per convezione, ovvero per movimenti del materiale fluido e caldo, poi vi è la zona di subduzione, il mantello, la crosta oceanica e infine la crosta continentale.
Molto spesso, soprattutto dopo lo sviluppo della teoria della tettonica globale, anziché distinguere tra crosta e mantello terrestre, si preferisce parlare di "litosfera", strato superficiale solido, rigido comprendente tutta la crosta e parte del sottostante mantello sino a una profondità di circa 100 km, "astenosfera", allo stato plastico, viscoso sulla quale la litosfera "galleggerebbe" mentre il mantello vero e proprio viene suddiviso in superiore e inferiore.
Meccanicamente si può suddividere in litosfera, astenosfera, mesozona, nucleo esterno e nucleo interno. Gli strati dei componenti geologici della Terra si trovano sotto la superficie alle seguenti profondità:
| Meccanica  | Meccanica                                            | Composizionale                                            | Composizionale |
| Profondità | Strato                                               | Strato                                                    | Profondità     |
| km         | Strato                                               | Strato                                                    | km             |
| ---------- | ---------------------------------------------------- | --------------------------------------------------------- | -------------- |
| 0–80       | Litosfera - solida (localmente varia tra 5 e 200 km) | Crosta - graniti/basalti (localmente varia tra 5 e 70 km) | 0–35           |
| 0–80       | Litosfera - solida (localmente varia tra 5 e 200 km) | Discontinuità di Mohorovičić                              | 35             |
| 0–80       | Litosfera - solida (localmente varia tra 5 e 200 km) | Mantello superiore - silicati                             | 35–410         |
| 80-200     | Astenosfera - fluida                                 | Mantello superiore - silicati                             | 35–410         |
| 200-2890   | Mesozona - solida                                    | Mantello superiore - silicati                             | 35–410         |
| 200-2890   | Mesozona - solida                                    | Zona di transizione - silicati                            | 410-660        |
| 200-2890   | Mesozona - solida                                    | Mantello inferiore - silicati                             | 660–2890       |
| -          | Discontinuità di Gutenberg                           | Discontinuità di Gutenberg                                | 2890           |
| 2890–5150  | Nucleo esterno - fluido                              | Nucleo esterno - fluido                                   | 2890–5150      |
| -          | Discontinuità di Lehmann                             | Discontinuità di Lehmann                                  | 5150           |
| 5150–6360  | Nucleo interno - solido                              | Nucleo interno - solido                                   | 5150–6360      |

La stratificazione della Terra è stata dedotta indirettamente misurando i tempi di propagazione delle onde sismiche rifratte e riflesse create dai terremoti. La parte fluida del nucleo non permette alle onde trasversali di passarvi attraverso, mentre la velocità di propagazione (velocità sismica) è differente negli altri strati; poiché essa dipende dalla densità del mezzo, è possibile ipotizzare una composizione mineralogica. I cambiamenti nella velocità sismica tra differenti strati causano una rifrazione secondo la legge di Snell. Le riflessioni sono causate da un grande incremento nella velocità sismica, similmente a quanto avviene alla luce riflessa da uno specchio.

### Nucleo

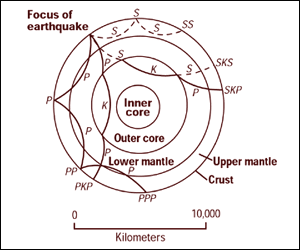
Mappatura dell'interno della Terra tramite onde sismiche

Nacque da E. Suess l'idea dell'esistenza di un "nucleo" centrale molto pesante, detto anche Barisfera, formato da ferro e nichel (denominato NiFe), attorniato da una zona di transizione e da uno spesso involucro solido di composizione media basaltica, ricco in ferro e magnesio, racchiuso dalle rocce più superficiali e leggere ricche di silicio e alluminio (SiAl).
Questa struttura sembrava accordarsi con la teoria della differenza per gravità durante il consolidamento del pianeta e con la composizione rilevata per molti meteoriti.
Il nucleo trova inoltre la sua formazione grazie all'accumulo di detriti delle masse rocciose in movimento durante il manifestarsi dei fenomeni sismici.
La densità media della Terra è di 5.515 kg/m3. Poiché la densità media del materiale di superficie è solo di circa 3.000 kg/m3, dobbiamo concludere che dentro il nucleo della Terra si trovino materiali più densi. Ulteriori evidenze riguardo a un nucleo ad alta densità vengono dallo studio della sismologia.
Le misurazioni sismiche mostrano che il nucleo diviso in due parti, un nucleo interno solido con un raggio di ~1220 km e un nucleo esterno liquido che si estende oltre di esso fino a un raggio di ~3400 km. Il nucleo interno fu scoperto nel 1936 da Inge Lehmann e si ritiene sia composto principalmente di ferro e in misura minore di nichel.
Nei primi stadi della formazione della Terra, circa 4,5 miliardi di anni fa, la fusione dei materiali avrebbe fatto sì che le sostanze più dense e più pesanti andassero a fondo verso il centro della Terra, in un processo chiamato differenziazione planetaria (vedi anche la catastrofe del ferro), mentre i materiali meno densi sarebbero migrati verso l'alto formando la crosta. Si ritiene dunque che il nucleo sia composto in massima parte di ferro (80%) oltre a nichel e a pochi elementi leggeri, mentre altri elementi più densi, come piombo e uranio, o sono troppo rari per essere significativi o tendono a legarsi a elementi più leggeri e in questo modo rimanere nella crosta (vedi materiali felsici). È stato anche ipotizzato che il nucleo interno possa essere nella forma di un singolo cristallo di ferro.
Il nucleo liquido esterno circonda il nucleo interno e si crede sia composto di ferro misto a nichel e tracce di quantità di elementi più leggeri.
Recenti speculazioni suggeriscono che la parte più interna del nucleo sia arricchita in oro, platino e altri elementi affini al ferro (siderofili).
La materia di cui la Terra è composta è connessa in modo fondamentale alla condrite di alcune meteoriti, e alla materia della porzione più esterna del Sole. A partire dal 1940, alcuni scienziati, incluso Francis Birch, svilupparono la geofisica partendo dalla premessa che la Terra è simile alle ordinarie condriti, il tipo più comune di meteorite osservata nell'impatto con la Terra, ignorando totalmente un'altra categoria, meno abbondante, chiamata condrite di enstatite. La principale differenza fra i due tipi di meteoriti è che la condrite di enstatite si formò in circostanze in cui l'ossigeno disponibile era estremamente limitato, facendo sì che certi elementi normalmente ossigenofili si trovino parzialmente o interamente nelle leghe metalliche del nucleo terrestre.
La teoria della dinamo suggerisce che la convezione nel nucleo esterno, combinata con l'effetto di Coriolis, produca il campo magnetico della Terra. Il nucleo solido interno è troppo caldo (vedi temperatura di Curie) per mantenere un campo magnetico permanente, ma probabilmente agisce in modo da stabilizzare il campo magnetico generato dal nucleo esterno liquido.
Misurazioni recenti hanno suggerito che il nucleo interno della Terra possa ruotare un po' più velocemente del resto del pianeta. Nell'agosto del 2005 un gruppo di geofisici annunciarono su Science che, secondo le loro stime, il nucleo interno della Terra ruota approssimativamente da 0,3 a 0,5 gradi ogni anno rispetto alla rotazione della superficie.
L'attuale spiegazione scientifica per il gradiente della temperatura terrestre è una combinazione del calore residuo della formazione iniziale del pianeta, il decadimento degli elementi radioattivi e il raffreddamento del nucleo interno.

### Mantello (Mesozona, Astenosfera, Litosfera-del-Mantello)

Veduta schematica dell'interno della Terra. 1. crosta continentale - 2. crosta oceanica - 3. mantello superiore - 4. mantello inferiore - 5. nucleo esterno - 6. nucleo interno - A: discontinuità di Mohorovičić - B: discontinuità di Gutenberg - C: discontinuità di Lehmann

Il mantello terrestre si estende fino a una profondità di 2890 km, facendo di esso lo strato più spesso della Terra. La pressione, alla base del mantello, è di ~140 GPa (1,4 Matm).
Il mantello è composto di rocce di silicati che sono più ricche in ferro e magnesio rispetto alla sovrastante crosta. Sebbene solido, le alte temperature del mantello fanno sì che i silicati siano sufficientemente duttili, cosicché esso può scorrere in archi di tempo molto lunghi. La convezione del mantello si manifesta alla superficie attraverso i movimenti delle placche tettoniche.
Il punto di fusione e la viscosità di una sostanza dipende dalla pressione a cui viene sottoposta. Poiché la pressione nel mantello incrementa al crescere della profondità, la parte inferiore del mantello scorre meno facilmente di quanto faccia la superiore (possono essere importanti anche i mutamenti chimici all'interno del mantello). La viscosità del mantello si estende tra 1021 e 1024 Pa·s, in funzione della profondità. Per confronto, la viscosità dell'acqua è approssimativamente 10−3 Pa·s e quella della pece è 107 Pa·s.

### Crosta
La crosta si estende da 5 a 70 km in profondità ed è lo strato più esterno. Le parti più sottili sono formate dalla crosta oceanica composta di densa roccia mafica a base di silicati di alluminio. 
La crosta continentale è più spessa, meno densa ed è composta di rocce felsiche contenenti silicati di sodio, potassio, e alluminio, come il granito.
Al confine crosta-mantello succedono due eventi fisicamente differenti. Primo, c'è una discontinuità nella velocità di propagazione delle onde sismiche, nota come discontinuità di Mohorovičić o Moho. La causa della Moho si pensa sia dovuta a un cambiamento nella composizione nella roccia, con rocce contenenti feldspato plagioclasio (sopra) a rocce che non contengono feldspati (sotto). Secondo, c'è una discontinuità chimica fra ultramafici accumulati e harzburgiti tettonizzate, che sono state osservate nelle parti profonde della crosta oceanica e che sono stati obdotti nella crosta continentale e conservati come sequenze di ofioliti.
Molte delle rocce adesso reintegrano la crosta terrestre formatasi meno di 100 milioni di anni fa; i più vecchi granuli di minerali conosciuti risalgono a 4,4 miliardi di anni, indicanti che la Terra ha avuto una crosta solida per almeno questo grande lasso di tempo.

## Sviluppi storici di idee alternative
Nel 1692 Edmund Halley (in una relazione apparsa nei Philosophical Transactions of Royal Society of London) propose l'idea di una Terra consistente in un guscio cavo di circa 800 km di spessore, con due gusci interni concentrici intorno a un nucleo più interno, corrispondenti ai diametri rispettivamente dei pianeti Venere, Marte e Mercurio. Il concetto di Halley fu un modo per spiegare i valori (imprecisi) della densità relativa della Terra e della Luna calcolati da Isaac Newton nei Principia (1687). "Sir Isaac Newton ha dimostrato che la Luna è più solida della Terra, in rapporto 9 a 5 - rimarca Halley - perché non possiamo dunque supporre che quattro noni del nostro globo siano cavi?"
Sebbene citata insieme a molte teorie consimili, questa teoria della Terra cava è adesso dimostrata come errata.
È stato anche suggerito che il nucleo della Terra sia fatto di idrogeno metallico.